# Строкоус, Дарья Владимировна
Да́рья Влади́мировна Строкоу́с (род. 25 сентября 1990, Москва, РСФСР, СССР) — российская топ-модель.

## Ранние годы
Дарья родилась в Москве в семье бизнесмена Владимира и Ольги Строкоус. У неё есть сестра Елена. Вскоре после рождения Дарьи её семья переехала в Бенин, где Дарья жила до 5 лет. Училась в МГУ им. Ломоносова по специальности «Журналистика». Дарья свободно владеет русским и английским языками.

## Карьера модели

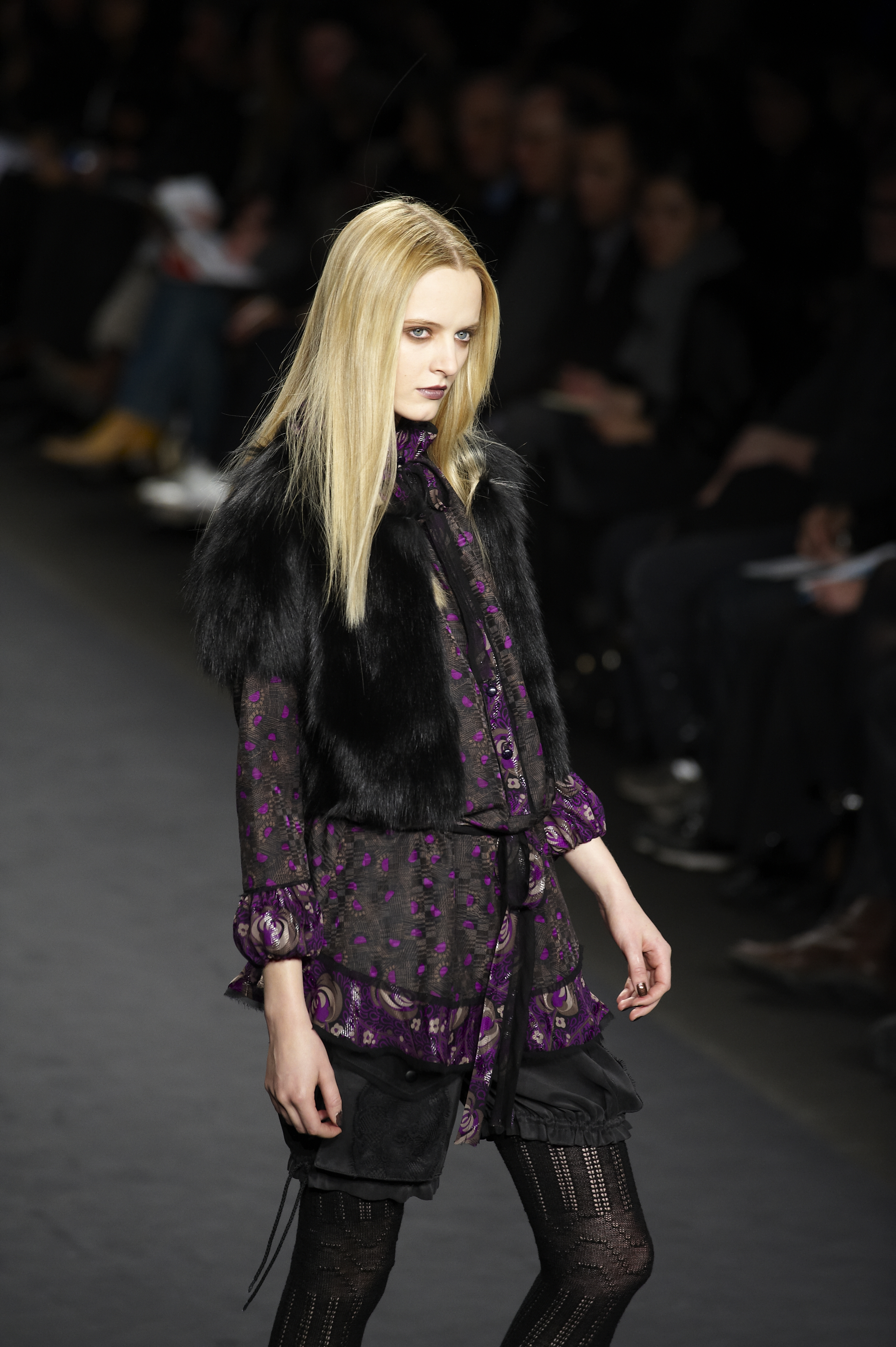
Дарья Строкоус на показе Anna Sui осень-зима 2010.

Профессиональная карьера модели Дарьи Строкоус стартовала в 2007 году, когда ей предложило сотрудничество одно из ведущих модельных агентств «Women Management» в Милане. В сентябре состоялся её дебют на подиуме в рамках Миланской недели моды с эксклюзива на показе весенне-летней коллекции Prada. В этом же сезоне она приняла участие в показах Andrew Gn, Barbara Bui, Charles Anastase, Gaspard Yurkievich, Undercover, Vanessa Bruno.
В 2008 году американский журнал «V Magazine» включил Дарью в список «Toп 10 моделей 2008 года». В сезоне осень-зима 2008 она закрывала шоу Jil Sander на неделе моды в Милане, а также участвовала в шоу Akris, Alessandro Dell'Acqua, Andrew Gn, Daks, DKNY, Gaspard Yurkievich, Giambattista Valli, Givenchy, Iceberg, Lanvin, Moschino Cheap & Chic, Narciso Rodríguez, Pringle. В июле приняла участие в показе Givenchy Haute Couture осень-зима 2008. После этого Дарья пропускает весенне-летний сезон 2009, состоявшийся в сентябре 2008 года. В начале следующего года возвращается на подиум и количество шоу на неделях мод в Нью-Йорке, Милане и Париже с её участием резко возрастает до 40 за сезон, а то и более.
Однако настоящий прорыв в модельной карьере Строкоус случился в 2010. Она впервые принимает участие в показах Christian Dior Haute Couture, Dolce & Gabbana, Marc Jacobs, Ralph Lauren, Roberto Cavalli, Versace. В этом же году Дарья впервые принимает участие в рекламных кампаниях: D&G весна-лето 2010; Juicy Couture , Prada, Prada Men осень-зима 2010. В мае она также впервые появляется на обложке Vogue Italia на пару с финской моделью Кирси Пиронен.
После этого Дарья окончательно перешла из разряда восходящих звёзд в статус топ-модели. Теперь она постоянная участница модных шоу и дефилирует на показах практических всех именитых дизайнеров и домов мод: Alberta Ferretti, Alexander McQueen, Alexander Wang, Anna Sui, Anthony Vaccarello, Azzedine Alaïa, Balmain, Bottega Veneta, Calvin Klein, Carolina Herrera, Chanel, Christian Dior, Christian Lacroix, Derek Lam, Diane Von Fürstenberg, Diesel, Dolce & Gabbana, Donna Karan, Dries Van Noten, Elie Saab, Emilio Pucci, Etro, Fendi, Giambattista Valli, Gianfranco Ferré, Giorgio Armani, Givenchy, Gucci, Guy Laroche, Haider Ackermann, Jason Wu, Jean Paul Gaultier, Jil Sander, John Galliano, Lacoste, Lanvin, Louis Vuitton, Marc Jacobs, MaxMara, Michael Kors, Miu Miu, Nina Ricci, Oscar de la Renta, Prada, Ralph Lauren, Roberto Cavalli, Roland Mouret, Salvatore Ferragamo, Sonia Rykiel, Stella McCartney, Stephane Rolland, Thierry Mugler, Tommy Hilfiger, Tory Burch, Valentino, Vera Wang, Versace, Victoria Beckham, Vionnet, Yves Saint Laurent.
В период с 2010-2015 гг. Дарья успела побывать лицом множества рекламных кампаний, список которых включает в себя: Alberta Ferretti, Americana Manhasset, Belstaff, Bergdorf Goodman, Chanel, D&G, David Webb, Dior, Dior Beauty, Glada, Gucci, Jil Sander, H&M, Juicy Couture, La Perla, Lanvin, Louis Vuitton, Moncler Gamme Rouge, Nars Cosmetics, Oscar de la Renta, Prada.
В активе Дарьи многочисленные съёмки для различных глянцевых изданий: она украшала обложки журналов ELLE, Numéro, Vogue China, Vogue Germany, Vogue Japan, Vogue Italia, Vogue Korea, Vogue Portugal, Vogue Россия, W Korea и появлялась в фотосессиях для AnOther Magazine, Harper's Bazaar, I-D Magazine, Interview Magazine, LOVE Magazine, V Magazine, Vanity Fair, Vogue Spain, Vogue UK, Vogue US, W Magazine.
В 2014 году Дарья Строкоус вошла в список моделей «Industry Icons. Next Generation» (Иконы индустрии. Следующее поколение) по версии авторитетного сайта models.com.

## Съёмки в кино
В 2011 году Дарья дебютировала в качестве киноактрисы. Она снялась в фильме Стивена Содерберга «Заражение», в котором исполнила эпизодическую роль украинской модели Ирины Модельсковой, заразившейся в Лондоне смертельным вирусом.